# Протягування

Протягування — вид механічного оброблення з використанням у якості інструменту протяжки. Протяжка — багатолезовий інструмент, леза різальної ділянки якого розміщені одне за другим у напрямі головного руху різання, виступають одне над другим у напрямі, перпендикулярному до напряму цього руху, який здійснюється без руху подавання.
Протягуванням можна обробляти внутрішні і зовнішні поверхні з використанням протяжок різного профілю.
Найбільшого поширення у металообробленні набуло використання протягування для оброблення внутрішніх поверхонь різної форми — циліндричних, багатогранних, зубчастих (шліцьових), а також шпонкових пазів в отворах.
В повзуні горизонтально-протяжного верстату закріплюється протяжка, яка пропущена через отвір деталі.
Протяжка за допомогою повзуна переміщується поступально, при цьому метал знімається малими шарами кожним зубцем протяжки. Висота зубців протяжки поступово збільшується, відповідно змінюючи поперечні розміри отвору.